# کویناشن
کویناشن (ترکی آذربایجانی: Koynashen) یک منطقهٔ مسکونی در جمهوری آرتساخ است که در استان کاشاتاق واقع شده‌است.